# Daniel Corkery
Daniel Corkery (irisch Dónall Ó Corcora; * 14. Februar 1878 in Cork; † 31. Dezember 1964 in Passage West bei Cork) war ein irischer Schriftsteller, Hochschullehrer und Politiker.

## Leben
Corkery wurde als eines von fünf Kindern in eine Handwerksfamilie geboren, die seit mehreren Generationen Zimmerleute waren. Er hatte von Geburt an ein verkrüppeltes linkes Bein und war auf einen Stock angewiesen. Auch stotterte er in seinen jungen Jahren, überwand das aber. Dieses mag mit dazu geführt haben, dass er in seiner Jugend ein Einzelgänger war; auch heiratete er nie. Er las sehr viel und bildete sich selbst umfangreich weiter.
Nachdem er die Schule beendet hatte, war er 1906 für ein Jahr zur Lehrerausbildung in Dublin und danach für einige Jahre Lehrer im Zentrum von Cork und ab 1913 an einer Schule in einem Armenviertel der Stadt. Dort war der spätere Schriftsteller Frank O’Connor einer seiner Schüler.
Als ihm an dieser Schule 1920 die Stelle des Schulleiters verwehrt wurde (wohl aus politischen Gründen wegen seiner Sympathien zu einem irischen Irland), gab er die feste Lehrerlaufbahn auf. Für die nächsten zehn Jahre reiste er als Lehrer und Schulinspektor für Kunst, Holzverarbeitung aber auch die irische Sprache,  im County Cork umher.
Von 1931 bis 1947 hatte er eine Professorenstelle für Englisch am University College Cork. In den Jahren 1951–1954 war er auf Vorschlag des Taoiseachs Eamon de Valera auch Mitglied des irischen Senats (Seanad Éireann).

## Literarische Tätigkeit
Nach seiner Rückkehr aus Dublin von seiner Lehrerausbildung trat er in Cork der Gaelic League bei. Damit begann das, was später sein kultureller Nationalismus genannt wurde. In der Gaelic League übte er zahlreiche Aktivitäten aus: er sang im Chor, spielte Cello und lernte Aquarellmalerei (worin er recht geschickt war).
Ebenfalls gründete er zusammen mit anderen die Cork Dramatic Society. Eine enge Freundschaft verband ihn dabei mit Terence MacSwiney, der später Bürgermeister von Cork war und nach einem Hungerstreik 1920 in einem britischen Gefängnis starb.
Neben einigen Theaterstücken wie  The Labour Leader und The Yellow Bittern und dem Roman The Threshhold of Quiet wurde er hauptsächlich durch seine Kurzgeschichten bekannt, die in den Bänden: The Stormy Hills, The Hounds of Banba und A Munster Twilight veröffentlicht wurden.
Sein 1924 veröffentlichtes Buch: The Hidden Ireland, eine Studie der Literatur in irischer Sprache in Munster im 18. Jahrhundert und ihre kulturellen und gesellschaftlichen Hintergründen, wurde und wird kontrovers diskutiert. In einem weiteren Buch von 1931: Synge and Anglo–Irish Literature erkannte er zwar an, dass Synge Verständnis für die irische Kultur hatte, geringschätzte aber die Irische Renaissance und die Anglo-Irische Literatur.

## Werke
- A Munster Twilight, Talbot Press, Dublin, 1917.
- The Threshold of Quiet, Talbot Press, Dublin; T. Fisher Unwin, London, 1917.
- The Labour Leader, Talbot Press, Dublin. 1920
- The Yellow Bittern, and other plays, Talbot Press: Dublin; T. Fisher Unwin: London, 1920.
- The Hounds of Banba, Talbot Press, Dublin, T. Fisher Unwin, London, 1921.
- I Bhreasail. A book of lyrics, Elkin Mathews, London, 1921.
- The Hidden Ireland, M. H. Gill & Son, Dublin, 1924.
- The Stormy Hills, Jonathan Cape: London (printed Dublin), 1929.
- Synge and Anglo-Irish Literature: A study, Cork University Press, 1931.
- Earth out of Earth, Talbot Press, Dublin & Cork, 1939.
- Resurrection, Talbot Press: Dublin, 1942.
- What's this about the Gaelic League?, Conradh na Gaeilge, Dublin, 1942.
- The Fortunes of the Irish Language, C. J. Fallon, Dublin, 1954.